# Amethistknotszwam
De amethistknotszwam (Clavaria zollingeri, synoniem: Clavaria lavandula) is een behoorlijk wijdverbreide paddenstoel uit de familie Clavariaceae.

## Naamgeving
De wetenschappelijke naam werd gepubliceerd in 1846 door de Franse mycoloog Joseph-Henri Léveillé. Ze werd vernoemd naar de Duitse mycoloog Heinrich Zollinger, die veel onderzoek heeft verricht naar het geslacht Clavaria. 

## Beschrijving
Uiterlijke kenmerken
De amethistknotszwam heeft een zeer typisch en opvallend uiterlijk. Zowel de kleur als de vorm van de zwam zelf zijn opmerkelijk. De paddenstoel vormt langwerpige clustervormige vruchtlichamen, die tot 10 centimeter lang en 7 centimeter breed kunnen worden. Deze zijn roze tot violet van kleur. De basis van de schimmel is eerder klein en de vertakkingen starten reeds vlak boven de grond. De amethistknotszwam heeft geen opvallende geur. De eetbaarheid van de paddenstoel werd niet onderzocht.
Microscopische kenmerken
In bulk zijn de sporen (geproduceerd op het oppervlak van de takken) wit. Lichtmicroscopie onthult aanvullende details: de sporen zijn ruwweg bolvormig tot grotendeels elliptisch, met afmetingen van 4–7 × 3–5 μm. Ze hebben een heldere top van ongeveer 1 μm lang, en een enkele grote oliedruppel. De basidia (sporendragende cellen) hebben vier sporen, hebben geen gespen, worden geleidelijk breder aan de top en meten 50-60 × 7-9 μm.

## Ecoogie
De amethistknotszwam groeit solitair of in groepen op vochtige bodems, drassige weilanden of bossen. Het is een saprofyt en voedt zich met organisch afvalmateriaal. 

## Verspreiding
De paddenstoel wordt over vrijwel de hele wereld aangetroffen, onder meer in Australië, Nieuw-Zeeland, Noord- en Zuid-Amerika, Europa en Azië. In Europa is de soort zeldzaam. In 2005 werd de soort voor het eerst gevonden in Nederland op  Texel. In Nederland komt deze soort zeer zeldzaam voor.